# Obolos

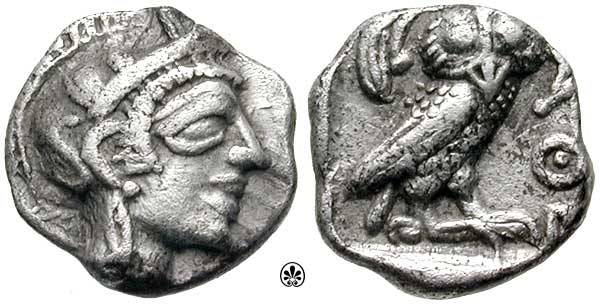
Athénský obolos (po roce 449 př. n. l.)

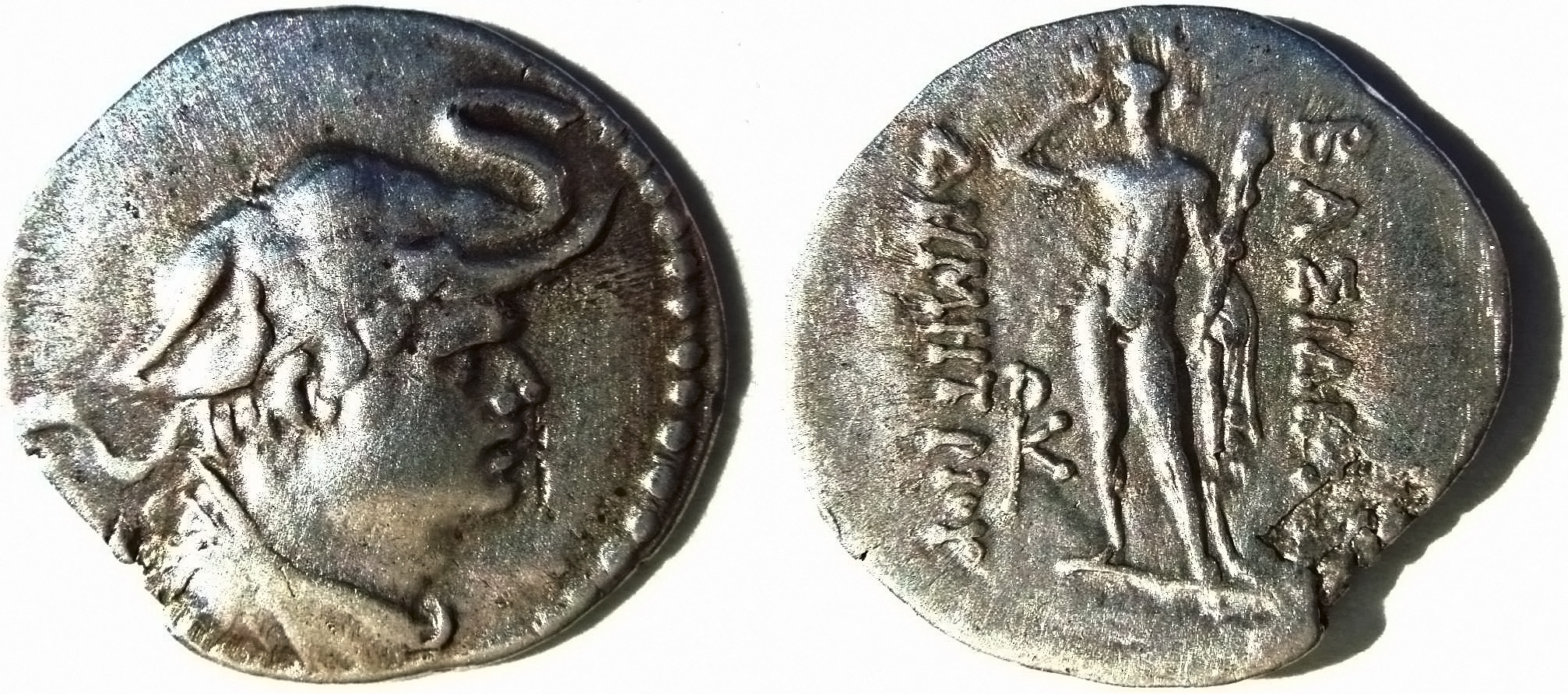
Obolos krále Démétria (asi 200 př. n. l.)

Obolos nebo obolus byla ve starověkém Řecku drobná stříbrná mince o váze kolem 0,5 g; v klasické době Athén se obolos dělil na osm chalkoi (měďáků) a šest obolů mělo hodnotu jedné drachmy. Razily se také mince o dvojnásobné (didrachma), čtyřnásobné (tetradrachma) a desetinásobné (dekadrachma) váze i hodnotě.

## Původ a význam
Řecké slovo obolos znamená jehlu nebo rožeň a původní oboly měly možná tvar kovových tyček nebo roubíků. Ve Spartě se prý tento tvar zachoval až do klasické doby. Obolos se v Řecku dával zemřelým pod jazyk, aby mohli v podsvětí zaplatit za převoz přes řeku Acherón a aby jejich duše nemusely podsvětím bloudit. Ve starověkém Římě se název přizpůsobil latinské koncovce a mince se jmenovala obolus.
V novověkém užití znamená obolus drobné peníze, malou částku nebo příspěvek.

## Mincovní soustava v klasických Athénách
- 1 talent = 60 min = 3000 statérů = 6000 drachem
- 1 mina = 50 statérů = 100 drachem = 600 obolů
- 1 statér = 2 drachmy = 12 obolů
- 1 drachma = 6 obolů
- 1 obolos = 8 chalkoi